# Spilosoma scita
Spilosoma scita (Walker, [1865]), è un lepidottero appartenente alla famiglia Erebidae, diffuso in Africa meridionale.

## Descrizione

### Adulto
L'ala anteriore ha una colorazione arancione sulla pagina superiore; l'ala posteriore è essa pure arancione, ma leggermente più chiara dell'anteriore. Gli spazi tra le nervature mostrano una campitura grigiastra, via via più ampia mano a mano che ci si avvicina al margine esterno.

I palpi sono nerastri nella parte superiore, e arancioni in quella inferiore. La parte inferiore della fronte e le antenne sono grigio-brune; queste ultime appaiono filiformi e non uncinate alle estremità.

Il vertice del torace è grigio-bruno e le zampe sono striate di nero. Le tegulae ed i patagia sono grigio-brunastri, orlati di arancione.

L'addome mostra invece, a livello dorsale, una serie di piccole bande nere trasversali, ed una fila laterale di macchie scure.

L'apertura alare è di 40–44 mm..

### Uova
Le uova sono verdi, quasi sferiche, e vengono deposte in piccoli gruppi formati da file ordinate.

### Larva
I bruchi sono cilindrici e, specie negli stadi finali dello sviluppo, ricoperti da una fitta peluria scura. Possono avere comportamento gregario, per lo meno durante le prime fasi di vita.

### Pupa
La crisalide è marroncina, liscia e alquanto tozza.

## Distribuzione e habitat

La regione sudafricana del Natal, locus typicus della specie

L'areale della specie comprende l'Africa meridionale, e più in dettaglio la parte compresa tra il Sudafrica (locus typicus: Natal) e lo Zambia).
L'habitat preferenziale è rappresentato da giardini, boschi e macchie a vegetazione mista.

## Biologia

### Alimentazione
I bruchi sono polifagi, benché in modo meno accentuato rispetto ad altre specie congeneri, e si alimentano su foglie di vari generi e specie vegetali, tra cui:
- Acacia mearnsii De Wild. (Fabaceae)
- Senna multiglandulosa L. (Fabaceae)
- Smilax kraussiana Meissner (Smilacaceae)

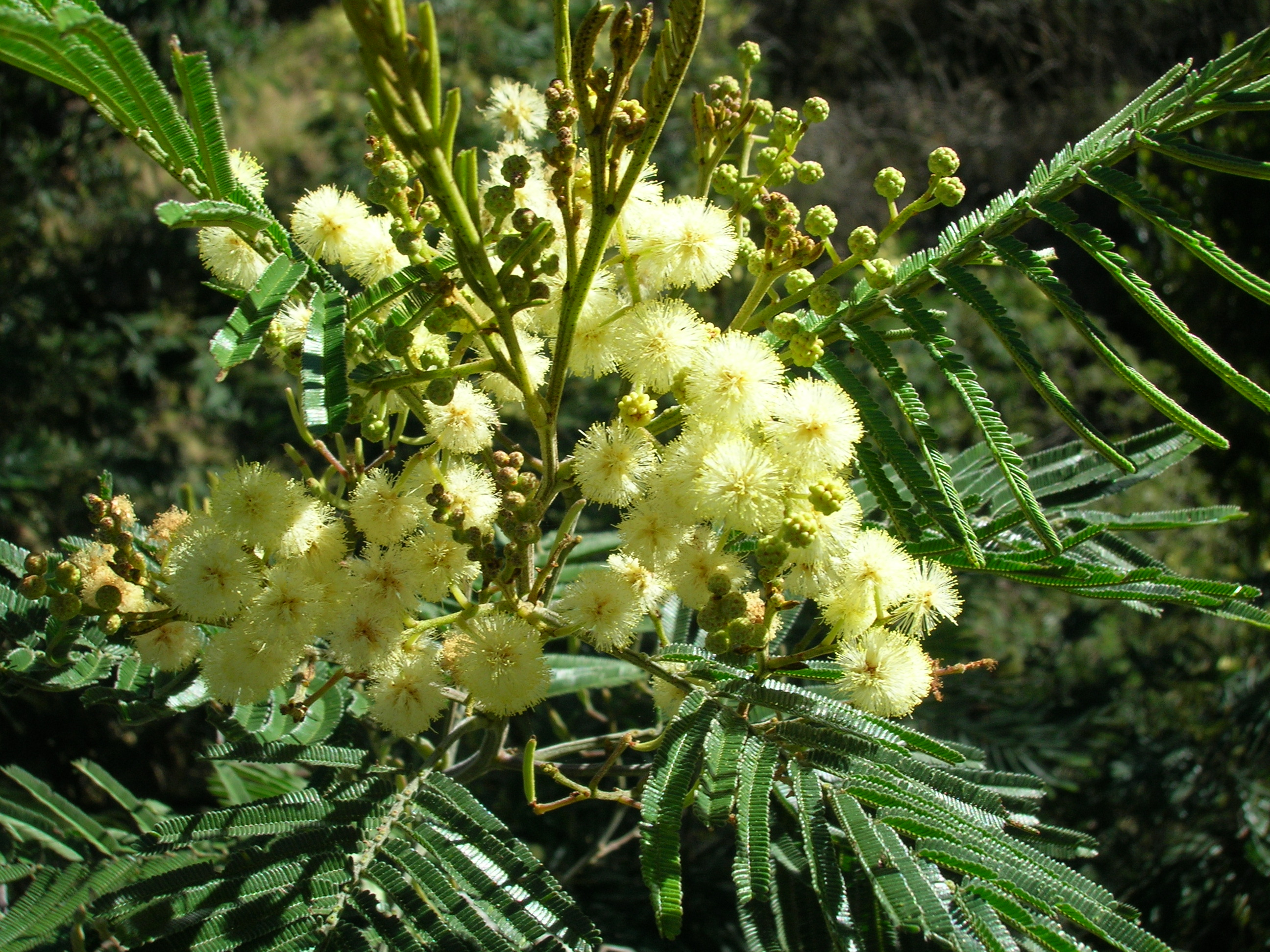
Fiori e foglie di Acacia mearnsii

- Tagetes erecta L. (Asteraceae)

## Tassonomia

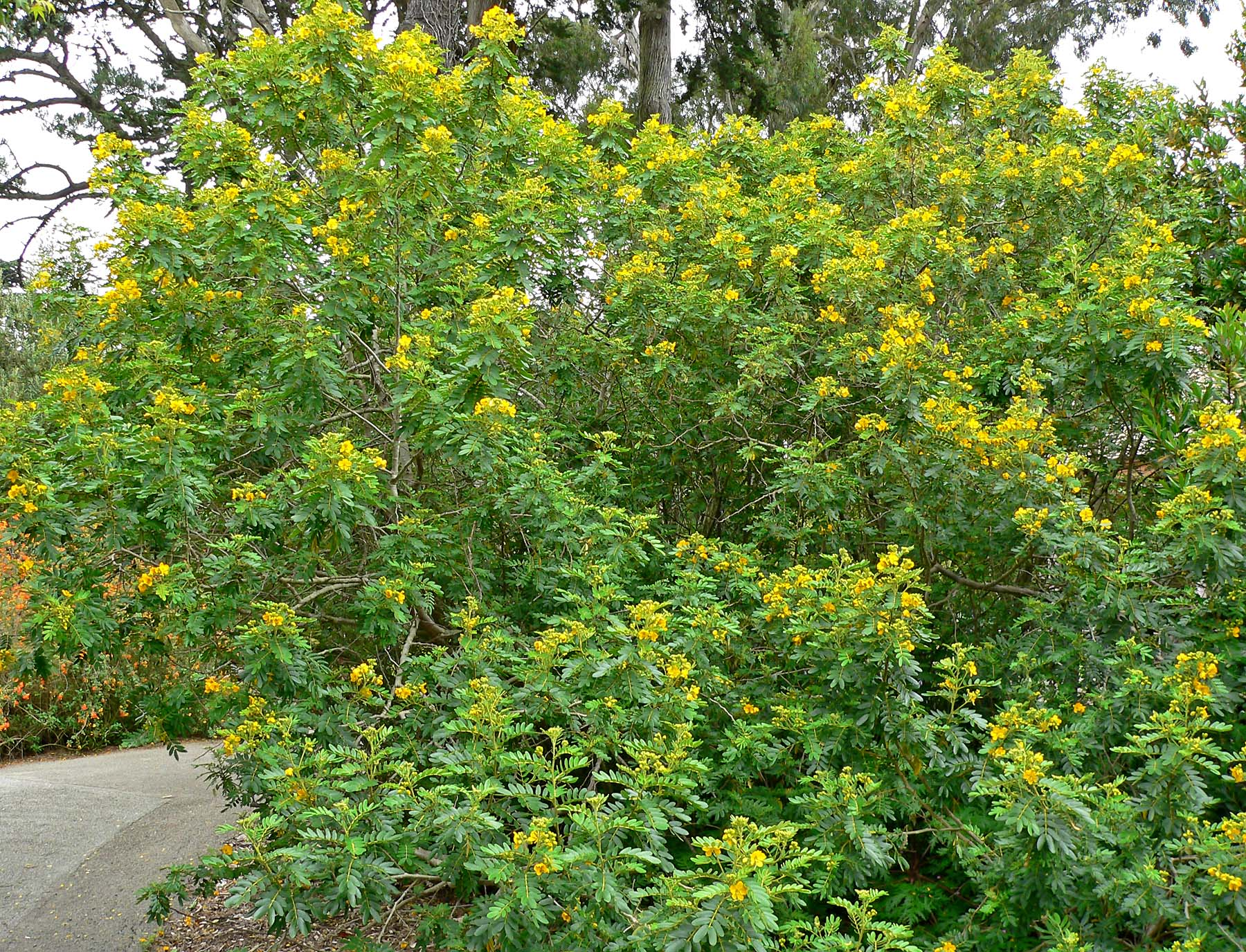
Senna multiglandulosa

### Sottospecie
Non sono state descritte sottospecie.

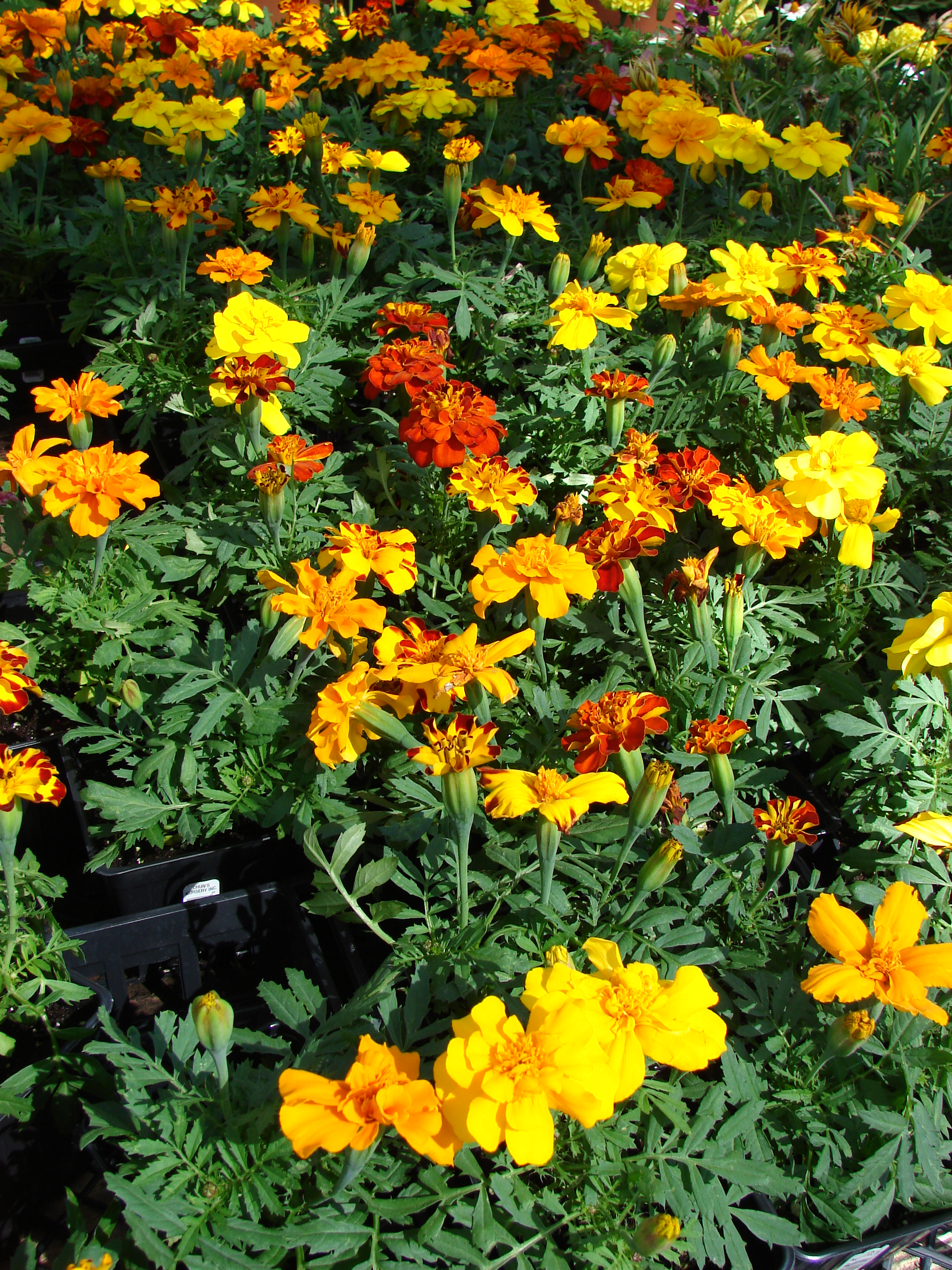
Fiori di Tagetes erecta

### Sinonimi
Sono stati riportati due sinonimi:
- Antheua scita Walker, 1865 - List Spec. Lepid. Insects Colln Br. Mus. 31: 298 – Locus typicus: Natal[2]
- Diacrisia scita Hampson, 1901 – Cat. Lepid. Phalaenae Br. Mus. 3 : 296, pl. 45, f. 15[1]